# 4차산업시민포럼
4차산업시민포럼은 4차산업 핵심기술인 인공지능, 빅데이터, 블록체인 등 어려운 내용을 일반시민들이 쉽게 이해하게 하여 미래시대를 준비하게 하고자 만들어진 대한민국 비영리 시민단체이다.
2016년 12월 13일 조선대학교 총장인 강동완 교수와 최석만 교수 등이 모여서 구상하였으며, 유희탁 전 대한의사협의회 의장, 김영명 한국e스포츠창업대학 개교준비위원장, 구동수 공공외교정책학회장 등이 함께 참석하여 만들었다.
상임고문은 강동완 조선대 총장, 상임회장으로는 최석만 교수가 추대되었다.